# Boleslao V el Casto

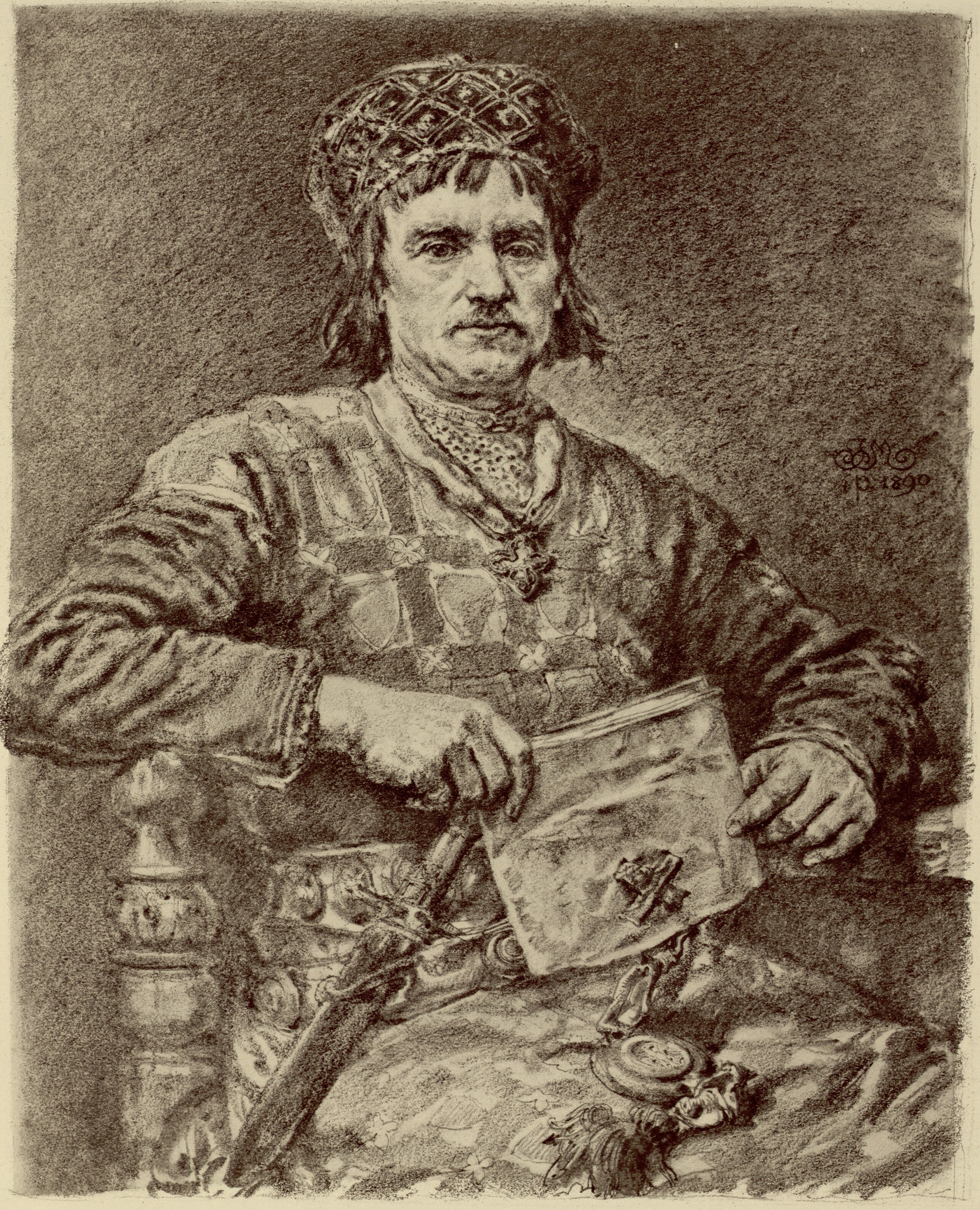
Boleslao V el Casto.

Boleslao V el Casto, también llamado el Púdico (21 de junio de 1226 -7 de diciembre de 1279), fue un noble y gobernante polaco del siglo XIII, duque de Sandomierz (1227-1279) y Gran Duque de Polonia (1237-1279). Era hijo de Leszek I y contrajo nupcias con la princesa húngara Kinga de Polonia, hija del rey Bela IV de Hungría.
Fue aliado de Hungría y de la Santa Sede.

## Biografía
Después del asesinato de su padre Leszek I el Blanco en 1227, estallaron las luchas internas por la supremacía dentro de la dinastía piasta, en las que prevaleció Enrique I el Barbudo, duque de Silesia, que gobernó desde 1232 y mantuvo a Boleslao en el ducado de Sandomierz que le había dado su padre. Algunos años después de la muerte de Enrique II el Piadoso en la batalla de Liegnitz de 1241, Boleslao se impuso sobre su tío Conrado I de Mazovia, con el apoyo de la nobleza polaca menor, y llegó al gobierno de un fragmentado reino de Polonia.
En 1239 se casó con Kinga de Polonia. Según las crónicas medievales, el matrimonio nunca fue consumado. Kinga, que era extremadamente piadosa, era reacia a cumplir con sus deberes maritales. Al principio, Boleslao trató de persuadirla, pero finalmente aceptó la situación. Sus convicciones religiosas le impidieron tener una amante, de ahí el epíteto de rey casto.
Tras rehusar participar en la batalla de Chmielnik de 1241, durante la invasión mongola de Polonia, la ciudad de Cracovia fue destruida, pero tras la retirada mongol fue reconstruida y repoblada con inmigrantes alemanes (Ostsiedlung). La nueva ciudad fue colocada bajo el Derecho de Magdeburgo y reconstruida según el modelo de cuadrícula regular. Durante su gobierno hubo una segunda incursión tártara de la Horda Dorada contra Polonia en 1259, siendo devastadas y saqueadas las ciudades de Sandomierz, Cracovia, y otras por Nogai Kan. Además, Boleslao tuvo que hacer frente a las reclamaciones de su primo Ladislao de Opole sobre la Alta Silesia, que culminaron en un conflicto armado en 1273. Ladislao fue derrotado, pero el prestigio del título de Gran Duque quedó gravemente erosionado.
Como Boleslao no tenía herederos, legó el título a su sobrino Leszek II el Negro, hijo mayor de sus primo el duque Casimiro I de Cuyavia.